# 在水一方
參數所指定的目標頁面不存在，建議更正成存在頁面或直接建立下列一個頁面（建立前請先搜尋是否有合適的存在頁面可以取代）：
- 在水一方 (紀錄片)

《在水一方》是台湾言情小说家琼瑶的一部作品，于1975年1月15日黄昏初稿完稿，1975年1月29日凌晨再稿完稿，1975年2月6日深夜三度修订，1976年3月13日黄昏四度改定，曾被改编成多部电影、电视剧。書名取自《诗经·秦風·蒹葭》，並參照〈蒹葭〉寫成現代白話形式作為小說前言。

## 故事情节
美丽坚强的孤女杜小双，遵从父親的遗嘱投靠台北的伯父朱自耕，并认识了其子朱诗尧。诗尧对小双渐生爱意，但又苦于无法表白，只能默默地爱她、照顾她。后来，小双认识了青年作家卢友文，并嫁与他为妻。婚后，卢友文为了寻找创作题材迷上赌博，置小双与幼女不顾，家中一贫如洗。渐渐绝望的小双终于决绝地离开了卢友文。离婚后，小双在诗尧的帮助下走上作曲创作的道路。几年过去了，小双找到了贫病交加的卢友文，并陪他渡过了生命最后的美好时光。而深爱着小双的诗尧依然独身，他在水的一方默默地等待着小双……

## 电影
《在水一方》的电影版由香港联合公司出品，于1975年11月27日上映，由张美君执导，林青霞、秦汉、恬妞主演。

### 演员
| 角色   | 演員   |
| 杜小双 | 林青霞 |
| 朱诗尧 | 谷名伦 |
| 卢友文 | 秦汉   |
| 朱诗卉 | 恬妞   |
| 宇农   | 叶明德 |
| 老奶奶 | 卢碧云 |
| 朱自谦 | 韩江   |
| 朱母   | 张冰玉 |

### 剧组
- 导演：张美君
- 出品人：李凤
- 监制：张仁道
- 制片：王龙
- 编剧：琼瑶
- 摄影：陈荣树
- 音乐作曲：林家庆
- 主题曲〈在水一方〉演唱：江蕾（片头）、高凌风（客串歌手）[註 1]

## 电视剧

### 大陆版
1986年夏，中国大陆第一部由琼瑶同名小说改编的连续剧《在水一方》被江苏电视台搬上荧屏，共四集，由李芸、王诗槐、马晓伟主演，沿用电影版主题曲。

#### 陆版演员
| 角色   | 演員   | 配音   |
| 杜小双 | 李芸   | 丁建华 |
| 朱诗尧 | 王诗槐 | 施融   |
| 卢友文 | 马晓伟 | 童自荣 |
| 朱诗卉 | 严晓频 | 程晓桦 |
| 雨农   | 张建刚 | 程玉珠 |
| 爸爸   | 严翔   | 翁振新 |
| 奶奶   | 赵抒音 | 王建新 |
| 妈妈   | 王梅娜 |        |

#### 陆版剧组
| - 原著：琼瑶 - 编剧：史蜀君 - 导演：史蜀君、辜朗辉 - 副导演（助理）：赵俊宏 - 总摄象：赵俊宏 - 摄像：李晓 - 录音：倪正 - 作曲：刘雁西 - 独唱：孙青、陆怀庸 - 化妆：王正荣 - 服装：丁淑兰 - 道具：何文耀 - 文学编辑：孔祥玉 | - 剪辑：张龙根 - 拟音：牟国卿 - 照明：顾仲杰、陈冬祥 - 副导演：赵俊宏 - 副摄象：郑卫丹 - 录象：李增富、管淑青 - 场记：崔岳、扈进 - 剧务主任：张辅跃 - 剧务：陈柏兰 - 制片：徐楚良 - 制片主任：周清夷、张莺 - 监制：张惟 - 主题曲〈在水一方〉演唱：閔小芬（剧中歌手） |

### 台湾版
《在水一方》的台湾电视剧版由刘立立执导，秦汉和刘雪华主演，于1988年1月11日在台湾中華電視公司首播，重新编写主题曲。
該劇在首播第三集當晚，適逢時任總統蔣經國在當天下午過世，於本劇播放期間，華視新聞搶先於其他兩台，以突然中斷播放本劇方式，由主播李艷秋播報總統逝世、副總統李登輝於當晚八時零八分根據《中華民國憲法》已經繼位的消息，華視於翌晚補播第三集全集。

#### 台版演员
| 角色     | 演員           |
| 朱诗尧   | 秦汉           |
| 杜小双   | 刘雪华         |
| 卢友文   | 林在培         |
| 朱诗卉   | 赵永馨         |
| 左雨农   | 李天柱         |
| 左巧柔   | 徐贵樱         |
| 雷行健   | 徐乃麟         |
| 老奶奶   | 唐琪           |
| 朱自耕   | 金超群         |
| 心佩     | 李丽凤         |
| 左思贤   | 范鸿轩         |
| 林雅虹   | 马惠珍         |
| 左照南   | 李国超         |
| 杨曼玲   | 邹琳琳         |
| 朱诗晴   | 刘方英         |
| 李谦     | 梁复龙         |
| 高絮白   | 谷音           |
| 卖花女   | 余晨华         |
| 廖奇峰   | 李又麟         |
| 彬彬     | 卢钰心、徐靖宜 |
| 房东太太 | 王利、郑孝纬   |
| 庄家     | 李飞           |
| 护士     | 李惠渝         |
| 法官     | 潘颐           |
| 编辑     | 张顺兴         |

#### 台版剧组
- 制作人：平鑫涛
- 原著：琼瑶
- 导演：刘立立
- 副导演（助理）：沈怡
- 编剧：林久愉
- 摄影：胡海山
- 剪辑：曾荣林
- 道具：黄铭樋
- 服装设计：廖秀慧
- 灯光：许木旺、许本宏
- 片头主题曲〈在水一方〉演唱：江淑娜
- 片尾主题曲〈伊人在水一方〉演唱：洪榮宏

| 華視主頻 每週二至周五 10:00 - 12:00 | 華視主頻 每週二至周五 10:00 - 12:00     | 華視主頻 每週二至周五 10:00 - 12:00 |
| ----------------------------------- | --------------------------------------- | ----------------------------------- |
|                                     | 在水一方 重播 （2014.3.18 - 2014.4.15） |                                     |
| 事實勝於雄辯                        | 葉青歌仔戲－孔明三氣周瑜                |                                     |

## 外部連結
原作
- 在水一方【瓊瑤典藏新版】（页面存档备份，存于）

電影
- 開眼電影網上《在水一方》的資料（繁體中文）
- 香港影庫上《在水一方》的資料（繁體中文）
- 时光网上《在水一方》的資料（简体中文）
- 豆瓣电影上《在水一方》的資料 （简体中文）
- 中文電影資料庫─在水一方 (1988)（页面存档备份，存于）
- 中文電影資料庫─在水一方 (1975)（页面存档备份，存于）